# HeHalutz

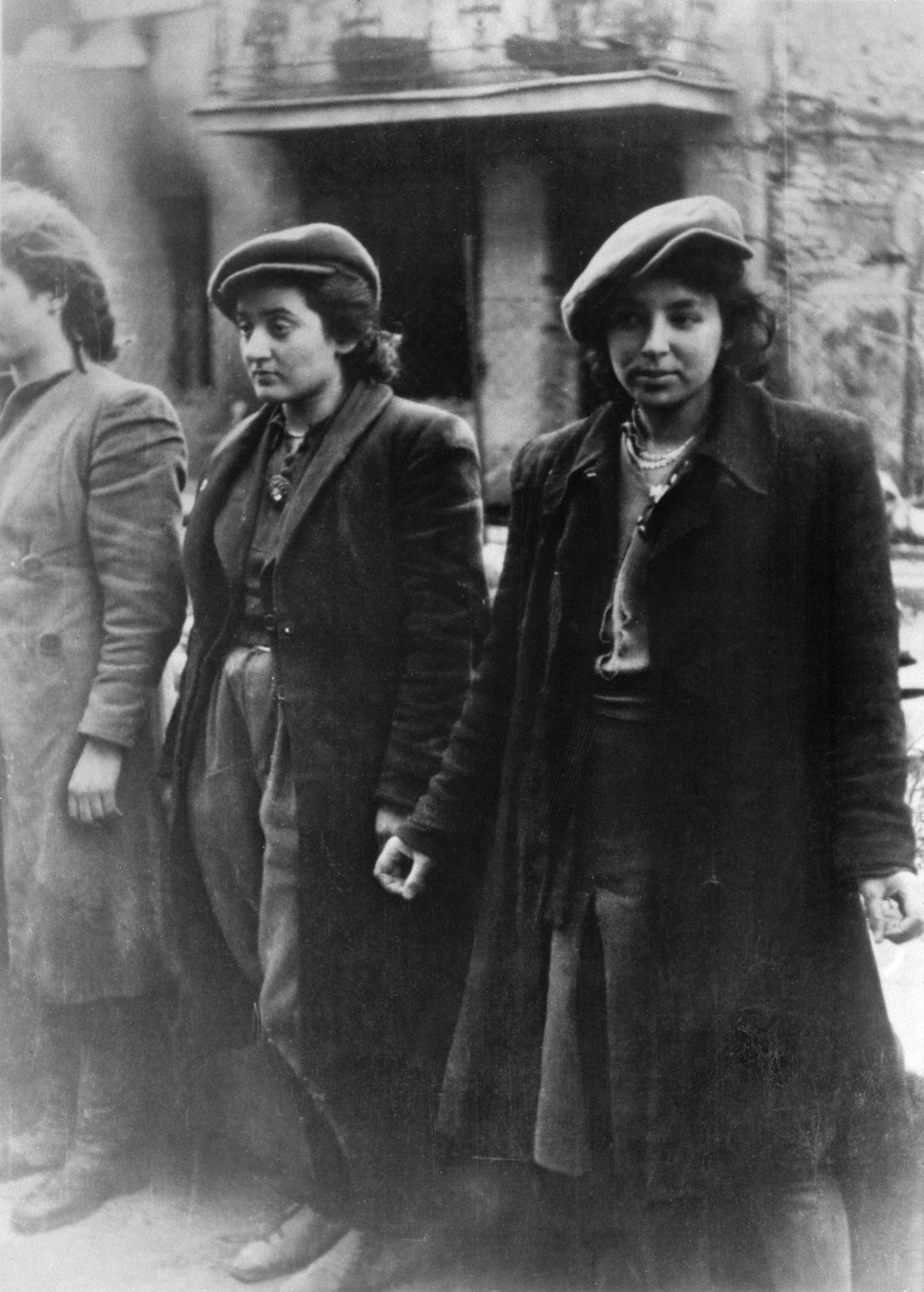
Combattants HeHalutz capturés lors du soulèvement du ghetto de Varsovie.

HeHalutz ou Hechalutz (en hébreu : החלוץ, littéralement « Le Pionnier ») était un mouvement de jeunesse sioniste fondé en 1905 et qui formait des jeunes à la colonisation agricole en Terre d'Israël.